# Ludwig-Windthorst-Haus
Das Ludwig-Windthorst-Haus (LWH) ist die Katholisch-Soziale Akademie und Heimvolkshochschule des Bistums Osnabrück in Lingen/Holthausen (Ems). Es wurde 1963 gegründet. Benannt wurde das Haus nach dem katholischen Parlamentarier und Zentrumspolitiker Ludwig Windthorst.

## Ziele und Grundsätze der Arbeit
Mit der Gründung des Ludwig-Windthorst-Hauses wurde das Ziel verfolgt, Bildungsarbeit und Bildungsangebote von Akademie und Heimvolkshochschule miteinander zu verknüpfen und dadurch ein breitgefächertes Bildungsangebot für die Region zu schaffen. Theologische, pädagogische, politische, kulturelle und gesundheitliche Themen bilden die Schwerpunkte der Arbeit. Dabei kommt den sozialen, pädagogischen und pflegerischen Weiterbildungskursen eine besondere Bedeutung zu. Als Heimvolkshochschule zeichnet sich das Haus durch seinen täglichen Seminarbetrieb mit Übernachtung und Verpflegung aus. Anregungen aus dem Kursbetrieb und aktuelle politische Themen liefern den Stoff für Akademieabende, die in Form von Podiumsdiskussionen und Vorträgen durchgeführt werden. Das LWH orientiert sich in seiner Arbeit an den Prinzipien der katholischen Soziallehre und am Lebensbeispiel des Namenspatrons Ludwig Windthorst. Dabei versteht sich das Haus als interreligiöse und interdisziplinäre Begegnungsstätte in katholischer Trägerschaft.

## Bedeutung
Das Fundament der Einrichtung ruht auf zwei Säulen: Eine besteht in der regionalen Bildungsarbeit. Zum anderen hat sie als Katholisch-Soziale Akademie in der Vergangenheit als Impulsgeber für gesellschaftliche Diskussionen mit einer Reichweite über das Emsland hinaus gewirkt. Die umstrittene niedersächsische Gebiets- und Verwaltungsreform wurde in den 70er Jahren inhaltlich durch Vorträge und Podiumsdiskussionen im LWH geprägt. Ferner widmete sich die Bildungsstätte der kontroversen Debatte um Kernenergie. Vorträge über die Folgen von Strahlenemissionen von Kernkraftwerken, wie auch emotionale Debatten über die Neuerrichtung kerntechnischer Anlagen hatten Einfluss auf große Teile der öffentlichen Meinung und fanden in den 1970er und 1980er Jahren im LWH statt. In der Diskussion schulpolitischer Fragen entwickelte das LWH ein eigenes Profil und gewann hier eine Bedeutung weit über die Region hinaus. Außerdem hat sich das LWH als eine der ersten Einrichtungen politisch und gesellschaftlich für den zweiten Bildungsweg eingesetzt. Weitere mediale Aufmerksamkeit erlangte das Ludwig-Windthorst-Haus durch Veranstaltungen wie der Frühjahrsvollversammlung der Deutschen Bischofskonferenz in den Jahren 1999 und 2019 oder durch Besuche namhafter Politiker wie Helmut Kohl, Hans-Gert Pöttering, Wolfgang Schäuble oder Christian Wulff. Bedeutung hat auch die auf Initiative des ersten Leiters Werner Remmers von Walter Klöppel (zweiter Leiter) gegründete Ludwig-Windthorst-Stiftung. Diese hat ihren Sitz im Haus und arbeitet eng mit dem LWH zusammen.

## Das Haus
Das Ludwig-Windthorst-Haus besticht durch die architektonische Synthese traditioneller norddeutscher Heuerhäuser mit Gebäuden, die im Stil der 60er und 70er Jahre errichtet worden sind. Der 1973 entstandene Eingangsbereich mit Aula und Kapelle wurde von den Hamburger Architekten Walter Bunsmann und Paul-Gerhard Scharf entworfen sowie durch den Künstler Ferdinand Hees aus Papenburg gestaltet. Das Gebäude ist in Stahlbeton errichtet worden und besticht durch eine präzise Ausführung und durch seine Geometrie. Die Architekten entwickelten die Form aus dem 60 Grad Winkel und erzeugten spannende Räume, die diesem Ziel unterworfen sind. Das Foyer im Eingangsbereich dient als Spange zwischen dem Auditorium und der Kapelle. Das LWH verfügt über 88 moderne Einzel- und Mehrbettzimmer. Bei voller Belegung können 139 Personen im Haus übernachten. 13 Seminarräume stehen für Bildungsveranstaltungen oder Tagungen zur Verfügung. Für Großveranstaltungen bietet die Aula Platz für 350 Personen. Das innere Erscheinungsbild ist durch regelmäßig wechselnde Kunstausstellungen regional und national bekannter Künstler geprägt. In den Jahren 2009 bis 2013 wurde das Haus umfangreich saniert.

## Programme
1. Theologie und Kirche
2. Politik/Wirtschaft/Gesellschaft
3. Pädagogik
4. Kompetenzzentrum für Lehrerfortbildung
5. Kommunikation und Medien
6. Gesundheit
7. Kultur/Tanz/Kunst